# Blytheville
Blytheville è un centro abitato (city) degli Stati Uniti d'America, insieme ad Osceola capoluogo della contea di Mississippi, nello Stato dell'Arkansas. Nel 2009 la popolazione era di 15.984 abitanti.

## Geografia fisica
Secondo i rilevamenti dello United States Census Bureau, Blytheville si estende su una superficie di 20,65 km².